# Prem (Słowenia)
Prem – wieś w Słowenii, w gminie Ilirska Bistrica. W 2018 roku liczyła 149 mieszkańców.